# ملا أباد
ملا أباد (بالفارسية: ملاآباد) هي قرية تقع في قسم كاخك الريفي في إيران. يقدر عدد سكانها بـ 37 نسمة .